# Zéro, ou les cinq vies d'Aémer
Zéro, ou les cinq vies d'Aémer est un roman de l'écrivain français Denis Guedj, paru en 2005  (ISBN 222109395X).

## Synopsis
Le roman est composé de 5 histoires courtes différentes, dont le personnage principal est incarné par la même personne, une femme nommée Aémer. Les 5 histoires se déroulent dans des époques différentes étalées sur 5000 ans, dans des villes de Mésopotamie le long de la vallée du Tigre : Uruk, Babylone, Ur, Bagdad. Chaque histoire raconte la progression des humains dans le domaine des mathématiques vers l'invention du zéro dans la numération mésopotamienne.

## Les différentes inventions mathématiques[2]
La première invention se déroule en -3000, les bergers comptent leur moutons avec des billes en argile, puis développent des formes différentes pour de plus grands nombres de moutons, un bâtonnet pour l'unité, une bille pour la dizaine, un disque pour la centaine, un cône pour 300 et un grand cône perforé pour 3000. Puis, pour éviter de casser le récipient à l'intérieur duquel ils stockent leurs éléments d'argile, ils gravent à la surface de la jarre une représentation de son contenu, mais n'intègrent pas à leur réflexion la possibilité de dématérialisation du contenu. À cette époque, Aémer incarne une prêtresse de l'amour à Uruk.
La deuxième invention concerne l'ajout de la position signifiante, qui permet d'écrire les nombres à l'aide de clous  et de chevrons , simplifiant le nombre d'éléments nécessaires. Le récipient n'est plus d'actualité, seule demeure la forme écrite du nombre. Aémer est une prostituée à Ur.
Dans la troisième partie, Aémer est une oniromancienne à Babylone. L'absence de valeur dans une colonne commence à être figurée (par deux clous inclinés ), mais n'est pas encore marquée par un zéro. Cette invention permet de simplifier l'écriture des nombres et de s'affranchir du chevron, des clous suffisent.
Dans la dernière partie historique, quatrième invention du roman, Aémer est une danseuse à Bagdad au IXe siècle et voit l'arrivée du zéro en provenance d'Inde.
Le roman se conclut sur une partie contemporaine où Aémer est une archéologue en Irak.